# Chavelot
Chavelot est une commune française située dans le département des Vosges, en région Grand Est.
Ses habitants sont appelés les Chavelotais.

## Géographie

### Localisation

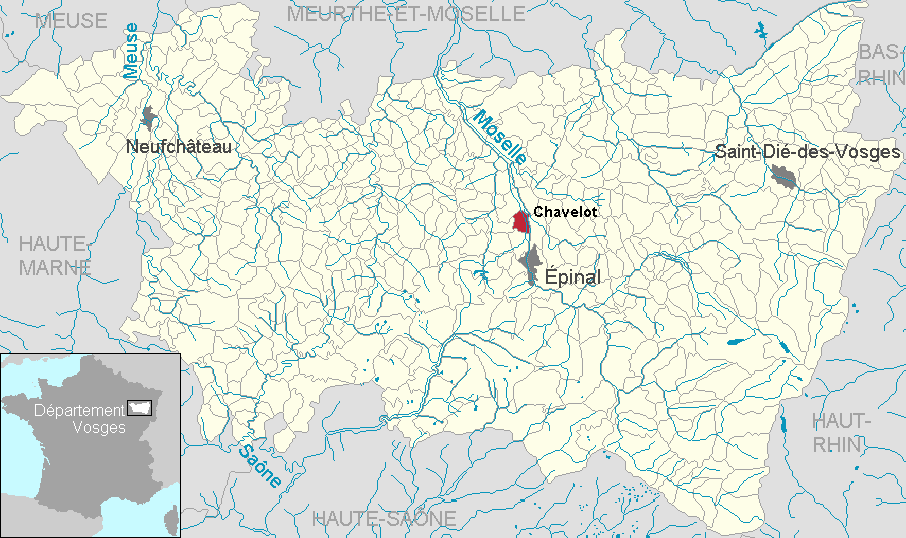
Localisation dans le département.

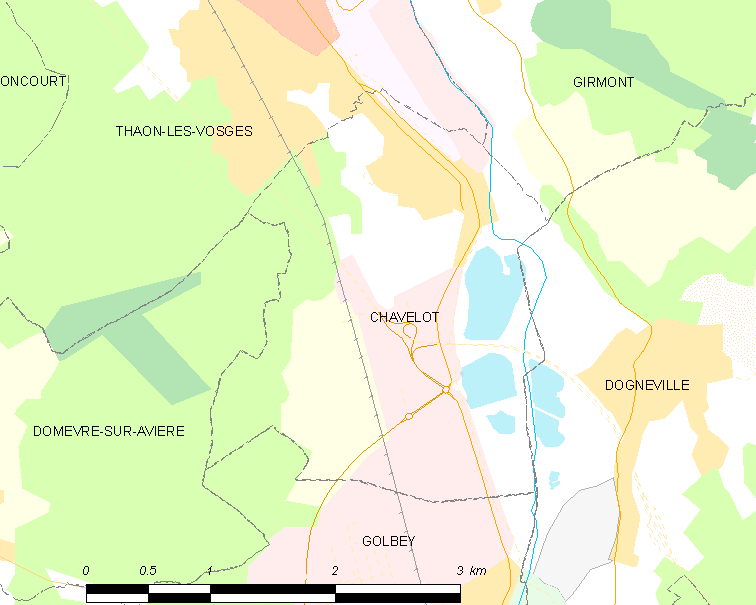
Situation géographique de Chavelot.

Chavelot est enserrée entre Golbey et Thaon-les-Vosges sur la rive gauche de la Moselle.

### Géologie et relief
La superficie de la commune est de 616 hectares dont 90 de forêts ; Chavelot est situé sur une colline et son altitude varie de 306 mètres à 355 mètres.

### Voies de communication et transports
L'agglomération se concentre entre le canal et la voie ferrée, le long de l'ancien tracé de la RN 57. Aujourd'hui, la nationale à 4 voies traverse la commune avec un échangeur au sud du village ouvrant vers l'ouest vosgien. Épinal est à 11 km au sud et Nancy à 64 km au nord.

#### Transports en commun
- Fluo Grand Est.

#### Lignes SNCF
- Gare d'Épinal.

### Hydrographie et les eaux souterraines
Hydrogéologie et climatologie : Système d’information pour la gestion des eaux souterraines du bassin Rhin-Meuse :
Territoire communal : Occupation du sol (Corinne Land Cover); Cours d'eau (BD Carthage),
Géologie : Carte géologique; Coupes géologiques et techniques,
 Hydrogéologie : Masses d'eau souterraine; BD Lisa; Cartes piézométriques.
La commune est située dans le bassin versant du Rhin au sein du bassin Rhin-Meuse. Elle est drainée par la Moselle, le canal de l'Est et le ruisseau le Saint-Oger,.
La Moselle, d’une longueur totale de 560 kilomètres, dont 315 kilomètres en France, prend sa source dans le massif des Vosges au col de Bussang et se jette dans le Rhin à Coblence en Allemagne. Chavelot fut dévasté à deux reprises par des crues de la Moselle. En 1590, la fonte des neiges a entraîné une montée des eaux submergeant le village ; lors de la décrue, la Moselle déplaça son lit.
Le ruisseau le Saint-Oger, d'une longueur totale de 17,4 km, prend sa source dans la commune de La Baffe et se jette  dans la Moselle à Thaon-les-Vosges, après avoir traversé sept communes.
L'espace compris entre la rivière et le canal de l'Est est une ballastière en fin d'exploitation, formant trois étangs. Le niveau d'eau est stabilisé par un barrage sur la Moselle autrefois destiné à alimenter la Blanchisserie et teinturerie de Thaon.

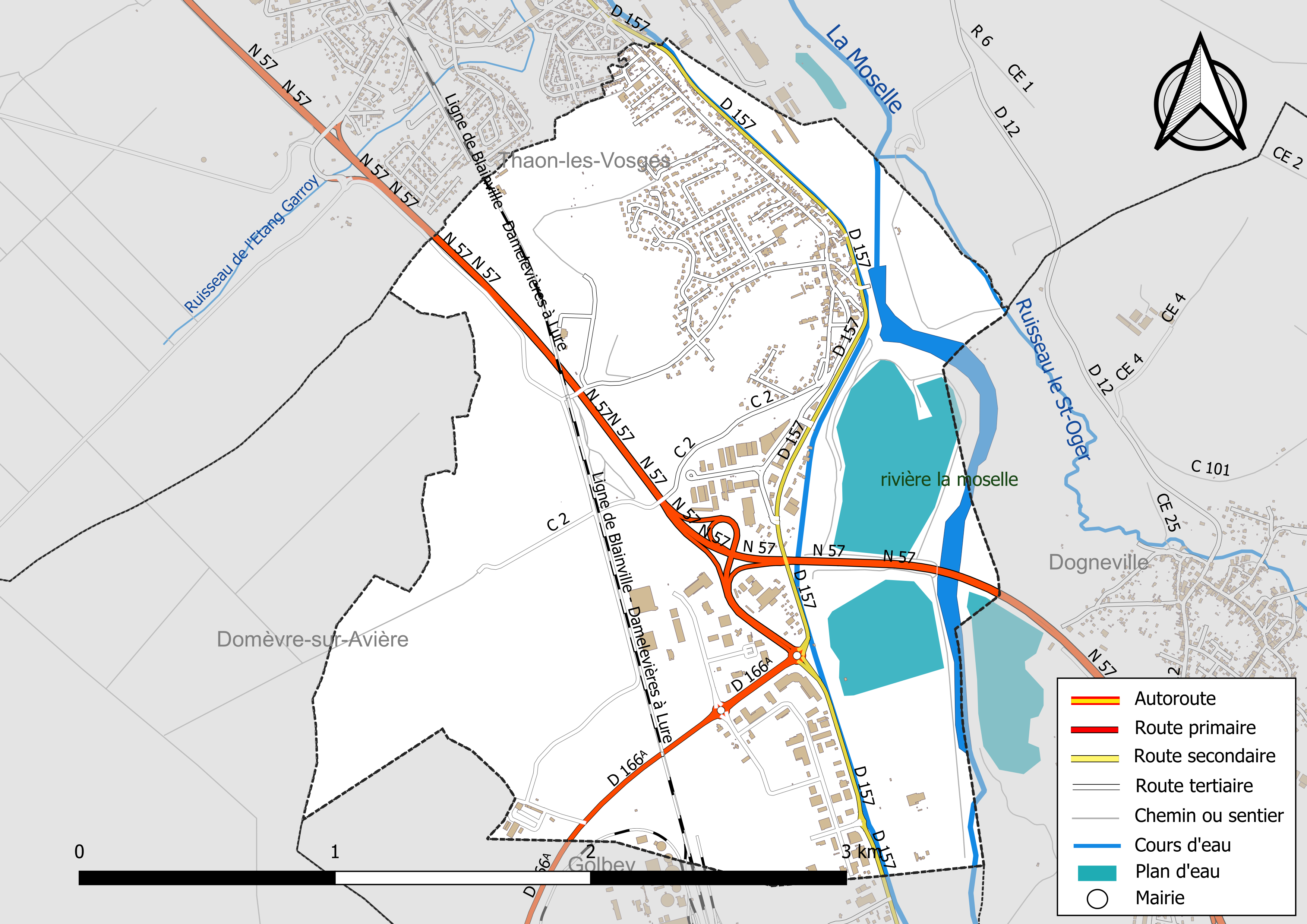
Réseaux hydrographique et routier de Chavelot.

### Climat
Pour des articles plus généraux, voir Climat du Grand Est et Climat des Vosges.
En 2010, le climat de la commune est de type climat des marges montargnardes, selon une étude du Centre national de la recherche scientifique s'appuyant sur une série de données couvrant la période 1971-2000. En 2020, Météo-France publie une typologie des climats de la France métropolitaine dans laquelle la commune est exposée à un climat semi-continental et est dans la région climatique  Lorraine, plateau de Langres, Morvan, caractérisée par un hiver rude (1,5 °C), des vents modérés et des brouillards fréquents en automne et hiver. 
Pour la période 1971-2000, la température annuelle moyenne est de 9,7 °C, avec une amplitude thermique annuelle de 17 °C. Le cumul annuel moyen de précipitations est de 1 087 mm, avec 12,9 jours de précipitations en janvier et 10,2 jours en juillet. Pour la période 1991-2020, la température moyenne annuelle observée sur la station météorologique de Météo-France la plus proche, « Épinal », sur la commune de Dogneville à 2 km à vol d'oiseau, est de 10,3 °C et le cumul annuel moyen de précipitations est de 907,0 mm. 
La température maximale relevée sur cette station est de 39,3 °C, atteinte le 25 juillet 2019 ; la température minimale est de −18,9 °C, atteinte le 12 janvier 1987,,. 
Les paramètres climatiques de la commune ont été estimés pour le milieu du siècle (2041-2070) selon différents scénarios d'émission de gaz à effet de serre à partir des nouvelles projections climatiques de référence DRIAS-2020. Ils sont consultables sur un site dédié publié par Météo-France en novembre 2022.

## Urbanisme

### Typologie
Au 1er janvier 2024, Chavelot est catégorisée ceinture urbaine, selon la nouvelle grille communale de densité à sept niveaux définie par l'Insee en 2022.
Elle appartient à l'unité urbaine d'Épinal, une agglomération intra-départementale regroupant douze  communes, dont elle est une commune de la banlieue,,. Par ailleurs la commune fait partie de l'aire d'attraction d'Épinal, dont elle est une commune de la couronne,. Cette aire, qui regroupe 118 communes, est catégorisée dans les aires de 50 000 à moins de 200 000 habitants,.

### Occupation des sols
L'occupation des sols de la commune, telle qu'elle ressort de la base de données européenne d’occupation biophysique des sols Corine Land Cover (CLC), est marquée par l'importance des territoires artificialisés (42,2 % en 2018), en diminution par rapport à 1990 (51,9 %). La répartition détaillée en 2018 est la suivante : 
zones industrielles ou commerciales et réseaux de communication (23,9 %), forêts (16,5 %), terres arables (14,6 %), eaux continentales (13,5 %), zones urbanisées (12,2 %), zones agricoles hétérogènes (9,8 %), mines, décharges et chantiers (4,7 %), prairies (3,4 %), espaces verts artificialisés, non agricoles (1,4 %). L'évolution de l’occupation des sols de la commune et de ses infrastructures peut être observée sur les différentes représentations cartographiques du territoire : la carte de Cassini (XVIIIe siècle), la carte d'état-major (1820-1866) et les cartes ou photos aériennes de l'IGN pour la période actuelle (1950 à aujourd'hui).

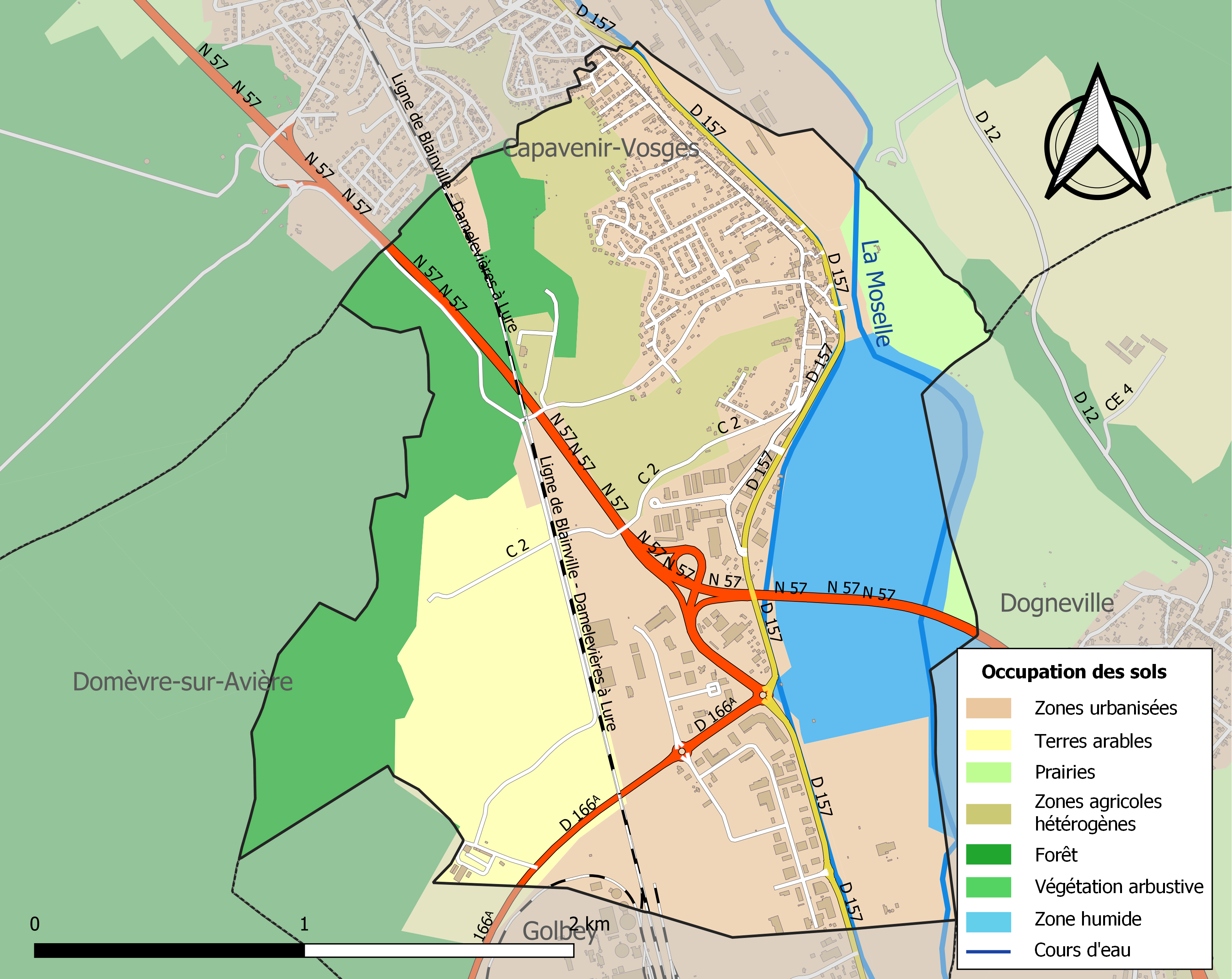
Carte des infrastructures et de l'occupation des sols de la commune en 2018 (CLC).

### Sismicité
Commune située dans une zone 3 de sismicité modérée,.

## Toponymie
Le nom de la localité est attesté sous les formes Chavelot (1294) ; Jehan de Chaivelo (1295) ; Thieri de Chavellos (1305) ; Chavelo (1396) ; Chavello (1396) ; Chaveloy (1423) ; Chaivelot (1458) ; Chaveloz (XVIe siècle) ; Chauveloy (1609) ; Chavellot (1737) ; Cavilotum (1768).

Selon toute vraisemblance mais sans certitude, l'origine du mot Chavelot viendrait de « sauve l'eau », en référence aux nombreuses crues de la Moselle qui ont anéanti le village à plusieurs reprises au fil des siècles. Les habitants devaient se « sauver de l'eau » avant qu'il ne soit trop tard. Chavelot en ancien français est le nom du meunier.
Attention ! Si l'ancien français chavelot désigne bien le meunier, il s'agit du poisson (le chevesne), pas de l'homme qui fait tourner un moulin ! Cf. le Dictionnaire de Godefroy qui écrit :  « Chavelot : sorte de poisson, le meunier ou la lotte ».
A. Dauzat et C. Rostaing n'expliquent pas ce nom qu'ils jugent "obscur".
Selon A. Fournier (Sur la manière dont on a écrit les noms de lieux vosgiens depuis leur origine jusqu’à nos jours, 1890) on écrivait Chavelo en 1453 et Chaivelo en 1458. On peut penser à un diminutif de « chauve » (latin calvis) pour désigner un « (petit) endroit dénudé », à la maigre végétation..

## Histoire

### Préhistoire
En 1978, on a retrouvé des restes d'un atelier de taille de galets en quartzite installé par les hommes de Néandertal daté de 100 000 ans dans une carrière de sable utilisé pour la construction d'une voie rapide.

### Antiquité
En l'an 58 av. J.-C., les Leuques demandèrent de l'aide à Jules César en vue de contrer une invasion germanique. César bat les Germains et s'approprie le territoire en incitant la fraternisation de ses légions avec les Leuques. Les Romains créèrent alors des voies stratégiques et commerciales qui permettaient le déplacement rapide des légions vers la Gaule belgique et le Rhin. Une d'elles passait au bas du coteau de Chavelot, parallèlement à la Moselle : celle de Bâle à Scarpone. Cet itinéraire, d'Épinal à Châtel-sur-Moselle, devint la route nationale 57. Elle fut aussi appelée "Route impériale".

### Ancien régime

#### Moyen Âge
Vers la fin du XIIIe siècle, Chavelot fut victime de conflits entre les évêques de Metz et les Ducs de Bar et de Lorraine.
En effet, Guillaume de Trainel ayant des différends avec les ducs de Bar et de Lorraine se fit envahir son temporel en 1267. Les troupes de l'évêque prirent toutefois l'avantage et les ducs, lors de leur fuite, endommagèrent Chavelot et ses alentours. Par la suite, le successeur de Guillaume de Trainel, Laurent de Lichtenberg ayant refusé de payer les dettes de son prédécesseur, les troupes ducales traversèrent alors Chavelot afin d’assiéger Épinal. Laurent de Lichtenberg est fait prisonnier en 1272 et les vainqueurs ravagèrent les terres de son évêché dont Chavelot.
Par la suite, la première moitié du XIVe siècle s'avère plus paisible jusqu’à la guerre de cent ans durant laquelle Chavelot sera le lieu de nombreux passages de troupes.

#### Temps modernes
Chavelot est victime d'épidémies de peste et de disettes de 1504 à 1524.
L'église de Chavelot Saint-Èvre actuelle date de 1844, celle-ci remplace d'après d'anciens textes l'ancienne construite au VIe siècle  par l'évêque de Toul.
Le 10 mai 1940, la Luftwaffe bombarde le camp d’aviation de Dogneville et la voie ferrée au niveau de Chavelot.

## Politique et administration

### Budget et fiscalité 2022
En 2022, le budget de la commune était constitué ainsi :
- total des produits de fonctionnement : 1 641 000 €, soit 1 182 € par habitant ;
- total des charges de fonctionnement : 1 361 000 €, soit 980 € par habitant ;
- total des ressources d'investissement : 168 000 €, soit 121 € par habitant ;
- total des emplois d'investissement : 389 000 €, soit 280 € par habitant ;
- endettement : 529 000 €, soit 379 € par habitant.

Avec les taux de fiscalité suivants :
- taxe d'habitation : 9,896 % ;
- taxe foncière sur les propriétés bâties : 34,68 % ;
- taxe foncière sur les propriétés non bâties : 17,72 % ;
- taxe additionnelle à la taxe foncière sur les propriétés non bâties : 0,00 % ;
- cotisation foncière des entreprises : 0,00 %.

Chiffres clés Revenus et pauvreté des ménages en 2021 : médiane en 2021 du revenu disponible, par unité de consommation : 24 050 €.

### Liste des maires
| Période                                  | Période         | Identité       | Étiquette     | Qualité |
| ---------------------------------------- | --------------- | -------------- | ------------- | --- |
| Les données manquantes sont à compléter. |                 |                |               | |
| 27 mai 1945                              | 21 février 1970 | Henri Boucher  |               | |
| 30 mai 1970                              | 14 février 2001 | Robert Bresson | Apparenté PCF | Retraité de l'enseignement Conseiller général du canton de Châtel-sur-Moselle (1973-1998) Décédé en cours de mandat |
| mars 2001                                |                 | Paul Raffel    |               | |
| mai 2020                                 | En cours        | Francis Allain |               | |

## Population et société

### Démographie

#### Évolution démographique
L'évolution du nombre d'habitants est connue à travers les recensements de la population effectués dans la commune depuis 1793. Pour les communes de moins de 10 000 habitants, une enquête de recensement portant sur toute la population est réalisée tous les cinq ans, les populations de référence des années intermédiaires étant quant à elles estimées par interpolation ou extrapolation. Pour la commune, le premier recensement exhaustif entrant dans le cadre du nouveau dispositif a été réalisé en 2007.

En 2022, la commune comptait 1 372 habitants, en évolution de −2,9 % par rapport à 2016 (Vosges : −2,96 %, France hors Mayotte : +2,11 %).
| 1793 | 1800 | 1806 | 1821 | 1831 | 1836 | 1841 | 1846 | 1856 |
| ---- | ---- | ---- | ---- | ---- | ---- | ---- | ---- | ---- |
| 261  | 280  | 284  | 326  | 297  | 325  | 325  | 321  | 329  |

| 1861 | 1866 | 1876 | 1881 | 1886 | 1891 | 1896 | 1901 | 1906  |
| ---- | ---- | ---- | ---- | ---- | ---- | ---- | ---- | ----- |
| 333  | 326  | 395  | 562  | 604  | 647  | 834  | 833  | 1 112 |

| 1911  | 1921  | 1926  | 1931  | 1936  | 1946  | 1954  | 1962  | 1968  |
| ----- | ----- | ----- | ----- | ----- | ----- | ----- | ----- | ----- |
| 1 199 | 1 285 | 1 288 | 1 193 | 1 192 | 1 119 | 1 325 | 1 308 | 1 234 |

| 1975  | 1982  | 1990  | 1999  | 2006  | 2007  | 2012  | 2017  | 2022  |
| ----- | ----- | ----- | ----- | ----- | ----- | ----- | ----- | ----- |
| 1 178 | 1 501 | 1 620 | 1 480 | 1 493 | 1 495 | 1 479 | 1 391 | 1 372 |

### Enseignement
Chavelot possède une école maternelle, une école primaire, une école de musique et une école de basket.

### Sport
- Le Club Volley Loisir Détente de Chavelot.
- Les centres sportifs junior et adolescent, actif durant les vacances scolaires, excepté celles de Noël.

### Santé
L'hôpital le plus proche est le centre hospitalier Émile-Durkheim situé dans la ville voisine d'Épinal.

### Cultes
- Culte catholique, Paroisse Saint-Brice - Thaon-les-Vosges[38], Diocèse de Saint-Dié.

## Économie

### Entreprises et commerces

#### Agriculture
- Culture et élevage associés.

#### Tourisme
- Hébergements et restauration à Chavelot, Épinal, Jeuxey, Chantraine.

#### Commerces
- Commerces et serves de proximité.

## Culture locale et patrimoine

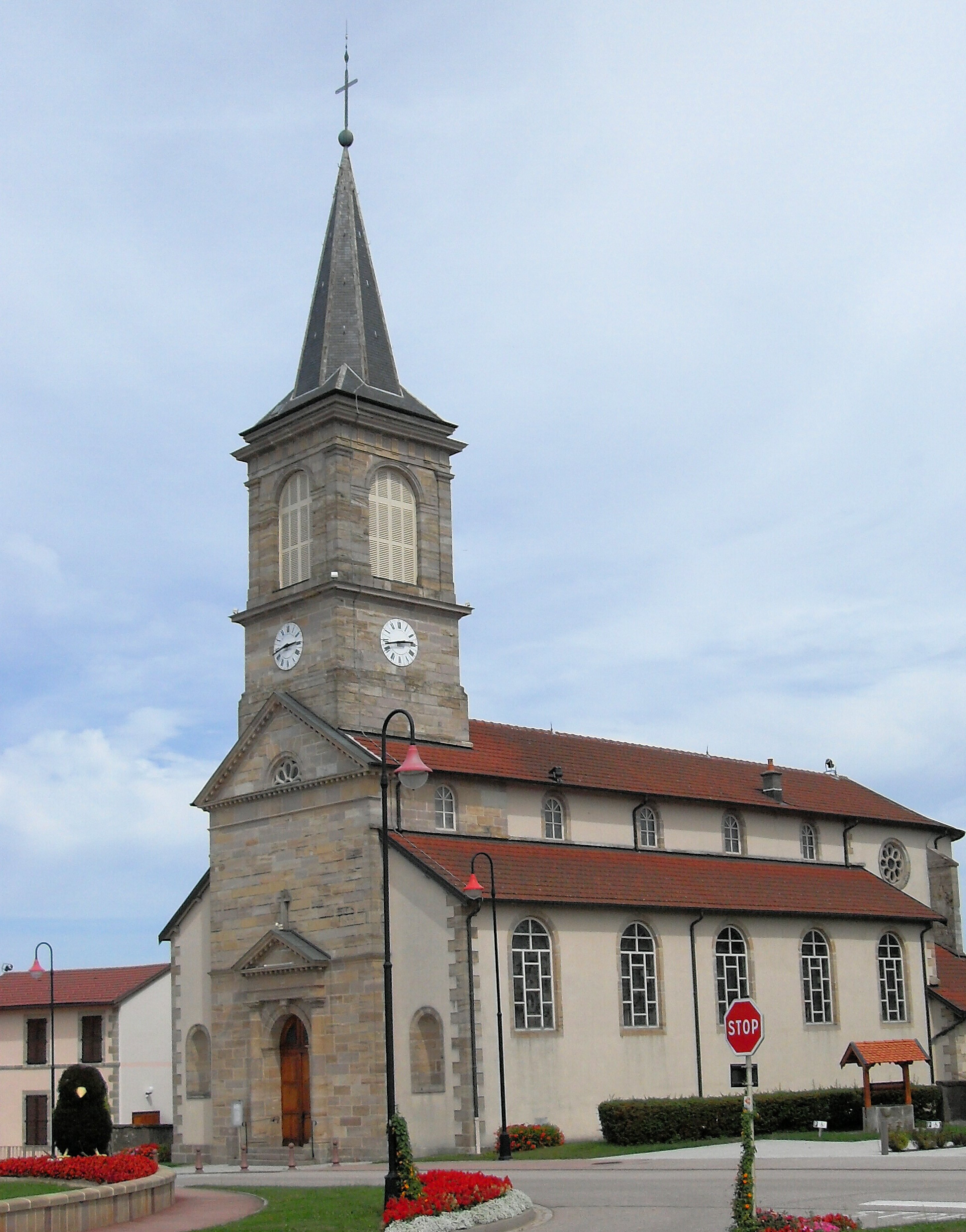
L'église Saint-Èvre.

### Lieux et monuments
- L'église gothique fait partie de la paroisse Saint-Brice dans le diocèse de Saint-Dié. Elle est placée sous le vocable de Saint-Èvre et a été construite en 1844, sur l'emplacement d'une église plus ancienne[39].
- Monument aux morts[40],[41].
- Fontaine[42].
- Cadre de vie : Ville fleurie : trois fleurs attribuées par le Conseil national au Concours des villes et villages fleuris[43].
- La Prairie modèle Gérard[44], fondée par l’usine BTT (Blanchisserie et Teinturerie Thaonnaise).
- L’écluse N°17[45] de la « Prairie Gérard »[46] et la maison éclusière[47].
- Le totem face au barrage et à la ferme de l’Eau Blanche[48].

### Personnalités liées à la commune
- Un personnage peu connu de Chavelot est Charles Duhoux, né en 1686[49], régent d'école, descendant des familles Duhoux et Hennezel[50] dont les ancêtres auraient prétendument eu des racines chez les Mérovingiens. Il existe encore aujourd'hui dans le canton des descendants de ces familles[51] :
  - la famille Duhoux a donné de nombreux personnages historiques[52] qui ont combattu sur nombre de champs de bataille depuis 1322 ;
  - la famille de Hennezel est une famille de verriers, citée dans la Charte des verriers du 21 juin 1448.
- Le plus célèbre des Chavelotais pendant la Révolution était Jean-Pierre Haustête[53], cultivateur et avocat. Il est né à Chavelot le 26 décembre 1749. Avant la Révolution, il est cultivateur à Chavelot et avocat au Parlement. En juin 1790, il est élu au conseil général du Département. À partir de juin 1790, il est juge de paix du canton de Domèvre-sur-Avière. En juillet 1792, il est élu commissaire pour le district d'Épinal, qui devait fournir 638 volontaires. Le 18 novembre 1792, il est élu vice-président du Directoire du district d'Épinal. Il meurt à Épinal le 1er septembre 1813 à l'âge de 64 ans[33].
- Alain Hazemann, peintre dont le sujet de prédilection est la colline de Sion[54].

## Pour approfondir